# Goya-díj a legjobb animációs filmnek
A legjobb animációs filmnek járó Goya-díjat az 1990-ben megtartott, 4. díjátadó óta osztják ki. Az első díjat A brémai muzsikusok című film nyerte meg.
1990–1993 között, illetve 1995-ben és 1996-ban nem osztottak ki díjat.

## Győztesek és jelöltek
A kialakult gyakorlat szerint az Év oszlop a megjelenés dátumára utal, a tényleges díjátadót a következő évben tartották meg: például az 1999-es év legjobb animációs film díjat a 2000-es díjkiosztó ceremónián adták át.
Az alábbi listában minden évnél az első helyen a győztes áll, ezt követi a többi jelölt.

### 1980-as évek
| Év             | Magyar cím          | Eredeti cím                  | Rendező             |
| 1989 (4. gála) |                     |                              |                     |
| -------------- | ------------------- | ---------------------------- | ------------------- |
| 1989 (4. gála) | A brémai muzsikusok | Los cuatro músicos de Bremen | Palomo Cruz Delgado |

### 1990-es évek
| Év                                                    | Cím                                                 | Rendező              |                      |
| 1994 (9. gála)                                        |                                                     |                      |                      |
| ----------------------------------------------------- | --------------------------------------------------- | -------------------- | -------------------- |
| 1994 (9. gála)                                        | El regreso del viento del norte                     | Maite Ruiz de Austri |                      |
| 1995 (10. gála)                                       | Nem adták át a díjat                                | Nem adták át a díjat | Nem adták át a díjat |
| 1996 (11. gála)                                       | Nem adták át a díjat                                | Nem adták át a díjat | Nem adták át a díjat |
| 1997 (12. gála)                                       |                                                     |                      |                      |
| Megasonikoak                                          | Javier González de la Fuente, José Martínez Montero |                      |                      |
| 1998 (13. gála)                                       |                                                     |                      |                      |
| ¡Qué vecinos tan animales!                            | Maite Ruiz de Austri                                |                      |                      |
| A csodák palotája (Ahmed, el príncipe de La Alhambra) | Juan Bautista Berasategi                            |                      |                      |
| 1999 (14. gála)                                       |                                                     |                      |                      |
| Goomer                                                | José Luis Feito, Carlos Varela                      |                      |                      |

### 2000-es évek
| Év                                  | Magyar cím                                   | Eredeti cím                                | Rendező                                |
| 2000 (15. gála)                     |                                              |                                            |                                        |
| ----------------------------------- | -------------------------------------------- | ------------------------------------------ | -------------------------------------- |
| 2000 (15. gála)                     |                                              | La isla del cangrejo                       | Ángel Muñoz, Txabi Basterretxea        |
| 2000 (15. gála)                     |                                              | 10+2: el gran secreto                      | Miquel Pujol Lozano                    |
| 2000 (15. gála)                     |                                              | El ladrón de sueños                        | Ángel Alonso García                    |
| 2000 (15. gála)                     |                                              | Marco Antonio. Rescate en Hong Kong        | Carlos Varela Adalid, Manuel J. García |
| 2001 (16. gála)                     |                                              |                                            |                                        |
| Mesél az erdő                       | El bosque animado, sentirás su magia         | Manolo Gómez, Ángel de la Cruz             |                                        |
|                                     | La leyenda del unicornio                     | Maite Ruiz de Austri                       |                                        |
| Manuelita                           | Manuelita                                    | Manuel García Ferré                        |                                        |
|                                     | Un perro llamado dolor                       | Luis Eduardo Aute                          |                                        |
| 2002 (17. gála)                     |                                              |                                            |                                        |
| A Sárkányhegy titka                 | Dragon Hill, la colina del dragón            | Ángel Izquierdo                            |                                        |
|                                     | Anjé, la leyenda del Pirineo                 | Juan José Elordi Bilbao                    |                                        |
|                                     | El rey de la granja                          | Gregorio Muro                              |                                        |
|                                     | Puerta del tiempo                            | Pedro Eeugenio Delgado                     |                                        |
| 2003 (18. gála)                     |                                              |                                            |                                        |
| El Cid – A legenda                  | El Cid: La leyenda                           | José Pozo                                  |                                        |
| Az Alhambra jóslata                 | El embrujo del sur                           | Juanba Berasategui                         |                                        |
|                                     | Glup                                         | Aitor Arregi, Iñigo Berasategi             |                                        |
| A háromkirályok                     | Los Reyes Magos                              | Antonio Navarro                            |                                        |
| 2004 (19. gála)                     |                                              |                                            |                                        |
| Pinocchio 3000                      | P3K, Pinocchio the Robot                     | Daniel Robichaud                           |                                        |
|                                     | Los Balunis en la aventura del fin del mundo | Juanjo Elordi                              |                                        |
|                                     | Supertramps                                  | José Mari Goenaga, Íñigo Berasategui       |                                        |
| 2005 (20. gála)                     |                                              |                                            |                                        |
| Szentivánéji álom                   | El sueño de una noche de San Juan            | Ángel de la Cruz and Manolo Gómez          |                                        |
|                                     | Gisaku                                       | Baltasar Pedrosa                           |                                        |
| 2006 (21. gála)                     |                                              |                                            |                                        |
| Fogtündér kisegér                   | Pérez, el ratoncito de tus sueños            | Juan Pablo Buscarini                       |                                        |
|                                     | El cubo mágico                               | Ángel Izquierdo                            |                                        |
| A mélységből kiáltok                | De profundis                                 | Miguelanxo Prado                           |                                        |
|                                     | Teo, cazador intergaláctico                  | Sergio Bayo                                |                                        |
| 2007 (22. gála)                     |                                              |                                            |                                        |
| Az elveszett csillag                | Nocturna, una aventura mágica                | Víctor Maldonado, Adrià García             |                                        |
|                                     | Azur et Asmar                                | Michel Ocelot                              |                                        |
|                                     | Betizu Eta Urrezko Zintzarria                | Egoitz Rodríguez                           |                                        |
| Az elveszett kristály nyomában      | En busca de la piedra mágica                 | Lenard F. Krawinkel, Holger Tappe          |                                        |
| 2008 (23. gála)                     |                                              |                                            |                                        |
|                                     | El lince perdido                             | Manuel Sicilia, Raúl García                |                                        |
| Don Quijote szamarancsa             | Donkey Xote                                  | José Pozo                                  |                                        |
| Mesél az erdő 2. – Az erdő szelleme | Espíritu del bosque                          | David Rubín, Juan Carlos Pena              |                                        |
|                                     | RH+, el vampiro de Sevilla                   | Antonio Zurera                             |                                        |
| 2009 (24. gála)                     |                                              |                                            |                                        |
| 51-es bolygó                        | Planet 51                                    | Jorge Blanco, Javier Abad, Marcos Martínez |                                        |
|                                     | Animal Channel                               | Maite Ruiz de Austri                       |                                        |
|                                     | Cher Ami                                     | Miquel Pujol                               |                                        |
|                                     | Pérez, el ratoncito de tus sueños 2          | Andrés Schaer                              |                                        |

### 2010-es évek
| Év                                          | Magyar cím                                      | Eredeti cím                                              | Rendező                          |
| 2010 (25. gála)                             |                                                 |                                                          |                                  |
| ------------------------------------------- | ----------------------------------------------- | -------------------------------------------------------- | -------------------------------- |
| 2010 (25. gála)                             |                                                 | Chico y Rita                                             | Fernando Trueba, Javier Mariscal |
| 2010 (25. gála)                             |                                                 | El tesoro del rey Midas                                  | Maite Ruiz de Austri             |
| 2010 (25. gála)                             |                                                 | La tropa de trapo en el país donde siempre brilla el sol | Àlex Colls                       |
| 2010 (25. gála)                             |                                                 | Las aventuras de don Quijote                             | Antonio Zurera                   |
| 2011 (26. gála)                             |                                                 |                                                          |                                  |
| Ráncok                                      | Arrugas                                         | Ignacio Ferreras                                         |                                  |
|                                             | Carthago Nova                                   | Primitivo Pérez, José María Molina                       |                                  |
|                                             | Papá, soy una Zombi                             | Ricardo Ramón, Joan Espinach                             |                                  |
| 2012 (27. gála)                             |                                                 |                                                          |                                  |
| Tad Jones csudálatos kalandjai              | Las aventuras de Tadeo Jones                    | Enrique Gato                                             |                                  |
| Az apostol                                  | O Apóstolo                                      | Fernando Cortizo                                         |                                  |
|                                             | El corazón del roble                            | Ricardo Ramón, Ángel Izquierdo                           |                                  |
|                                             | The Wish Fish                                   | Gorka Vázquez, Iván Oneka                                |                                  |
| 2013 (28. gála)                             |                                                 |                                                          |                                  |
| Csocsó-sztori                               | Futbolín / Metegol                              | Juan José Campanella                                     |                                  |
|                                             | El extraordinario viaje de Lucius Dumb          | Maite Ruiz de Austri                                     |                                  |
|                                             | Hiroku y los defensores de Gaia                 | Saúl Barreto Gómez, Manuel González Mauricio             |                                  |
| Justin, a hős lovag                         | Justin y la espada del valor                    | Manuel Sicilia                                           |                                  |
| 2014 (29. gála)                             |                                                 |                                                          |                                  |
|                                             | Mortadelo y Filemón contra Jimmy el Cachondo    | Javier Fesser                                            |                                  |
|                                             | Dixie y la rebelión zombi                       | Ricardo Ramón, Beñat Beitia                              |                                  |
|                                             | La tropa de trapo en la selva del arcoiris      | Álex Colls                                               |                                  |
| 2015 (30. gála)                             |                                                 |                                                          |                                  |
| Szerezd meg a zászlót                       | Atrapa la bandera                               | Enrique Gato                                             |                                  |
|                                             | Meñique y el espejo mágico                      | Ernesto Padrón                                           |                                  |
|                                             | Noche ¿de paz? - Holly night!                   | Juan Galiñanes                                           |                                  |
|                                             | Yoko eta lagunak                                | Iñigo Berasategui, Juanjo Elordi, Rishat Gilmetdinov     |                                  |
| 2016 (31. gála)                             |                                                 |                                                          |                                  |
| Pszichonauták – Az elveszett gyerekek       | Psiconautas, los niños olvidados                | Pedro Rivero, Alberto Vázquez                            |                                  |
| Állati nagy szökés                          | Ozzy                                            | Alberto Rodríguez, Nacho La Casa                         |                                  |
|                                             | Teresa eta Galtzagorri                          | Agurtzane Intxaurraga                                    |                                  |
| 2017 (32. gála)                             |                                                 |                                                          |                                  |
| Tad, az utolsó felfedező                    | Tadeo Jones 2: El secreto del Rey Midas         | David Alonso, Enrique Gato                               |                                  |
| Csápi – Az óceán hőse                       | Deep                                            | Julio Soto Gurpide                                       |                                  |
|                                             | Nur eta Herensugearen tenplua                   | Juan Bautista Berasategi                                 |                                  |
| 2018 (33. gála)                             |                                                 |                                                          |                                  |
| Még egy nap élet                            | Un día más con vida                             | Raúl de la Fuente, Damian Nenow                          |                                  |
|                                             | Azahar                                          | Rafael Ruiz Ávila                                        |                                  |
| Bringák – Kalandok két keréken              | Bikes The Movie                                 | Manuel J. García                                         |                                  |
|                                             | Memorias de un hombre en pijama                 | Carlos Fernández de Vigo                                 |                                  |
| 2019 (34. gála)                             |                                                 |                                                          |                                  |
| Buñuel a teknősök labirintusában            | Buñuel en el laberinto de las tortugas          | Salvador Simó                                            |                                  |
| Elcano és Magellan: Az első út a Föld körül | Elcano y Magallanes: la primera vuelta al mundo | Ángel Alonso                                             |                                  |
| Klaus – A karácsony titkos története        | Klaus                                           | Sergio Pablos                                            |                                  |

### 2020-as évek
| Év                                            | Magyar cím                                     | Eredeti cím                                  | Rendező                          |
| 2020 (35. gála)                               |                                                |                                              |                                  |
| --------------------------------------------- | ---------------------------------------------- | -------------------------------------------- | -------------------------------- |
| 2020 (35. gála)                               | Turuleca, az éneklő tyúk                       | La gallina Turuleca                          | Eduardo Gondell, Víctor Monigote |
| 2021 (36. gála)                               |                                                |                                              |                                  |
|                                               | Valentina                                      | Chelo Loureiro                               |                                  |
|                                               | Gora Automatikoa                               | David Galán Galindo, Esaú Dharma, Pablo Vara |                                  |
|                                               | Mironins                                       | Mikel Mas Bilbao, Txesco Montalt             |                                  |
|                                               | Salvar el árbol (Zutik!)                       | Haizea Pastor, Iker Álvarez                  |                                  |
| 2022 (37. gála)                               |                                                |                                              |                                  |
| Háború az egyszarvúak ellen                   | Unicorn Wars                                   | Alberto Vázquez Rico                         |                                  |
|                                               | Black Is Beltza II: Ainhoa                     | Fermin Muguruza                              |                                  |
| Nyolclábú felügyelő és a rejtélyek rejtélye   | Inspector Sun y la maldición de la viuda negra | Julio Soto Gurpide                           |                                  |
|                                               | Os demos de barro                              | Nuno Beato                                   |                                  |
| Tad, az elveszett felfedező és a smaragdtábla | Tadeo Jones 3. La tabla esmeralda              | Enrique Gato                                 |                                  |
| 2023 (38. gála)                               |                                                |                                              |                                  |
| Robotálmok                                    | Robot Dreams                                   | Pablo Berger                                 |                                  |
|                                               | Hanna i els monstres                           | Lorena Ares                                  |                                  |
|                                               | Le dispararon al pianista                      | Fernando Trueba, Javier Mariscal             |                                  |
| Múmiák                                        | Momias                                         | Juan Jesús García Galocha "Galo"             |                                  |
| A szultána álma                               | El sueño de la sultana                         | Isabel Herguera                              |                                  |
| 2024 (39. gála)                               |                                                |                                              |                                  |
|                                               | Papallones negres                              | David Baute                                  |                                  |
|                                               | Buffalo Kids                                   | Pedro Solís, Juan Jesús García "Galo"        |                                  |
|                                               | Rock Bottom                                    | María Trénor                                 |                                  |
| A sárkányőrző                                 | Dragonkeeper: Guardiana de dragones            | Salvador Simó, Li Jianping                   |                                  |
| Szupermikulás                                 | Superklaus                                     | Steven Majaury                               |                                  |

## Fordítás
- Ez a szócikk részben vagy egészben  a   Goya Award for Best Animated Film című angol Wikipédia-szócikk ezen változatának fordításán alapul.  Az eredeti cikk szerkesztőit annak laptörténete sorolja fel. Ez a jelzés csupán a megfogalmazás eredetét és a szerzői jogokat jelzi, nem szolgál a cikkben szereplő információk forrásmegjelöléseként.